# Messias
Der Begriff Messias (hebräisch משיח Maschiach oder Moschiach, plural hebräisch משיחים Meshichim, aramäisch ܡܫܺܝܚܳܐ Mschicho, in griechischer Transkription Μεσσίας, ins Griechische übersetzt Χριστός Christós, latinisiert Christus) stammt aus der jüdischen Bibel, dem Tanach, und bedeutet „Gesalbter“.
Im Tanach bezeichnet Maschiach unter anderem den weltlichen König der Juden, dessen Thron laut Jer 33,17  auf Ewigkeit immer von einem Nachfolger Davids besetzt sein sollte (auch 2 Sam 7,13 ). Daraus entstand seit dem Propheten Jesaja (~740 v. Chr.) und besonders seit dem Ende des israelitischen Königtums (586 v. Chr.) die Erwartung eines künftigen, weltlichen Maschiach, der JHWHs Willen endgültig verwirklichen, alle Juden zusammenführen, von Fremdherrschaft befreien, ein Reich der Gerechtigkeit und Freiheit herbeiführen werde.
Die Alte Kirche bezog die jüdische Erwartung eines künftigen, weltlichen Maschiach auf die Person Jesus von Nazaret und bezeichnete ihn gemäß dem griechischen Alten Testament als den Christós Χριστός, den Gesalbten. Im entstandenen Heidenchristentum wurde der christologische Glaube Jesus ist der Gesalbte zum Namen Jesus Christus, zur Hypostase und zu einem Teil der Trinität (Vater, Sohn und Heiliger Geist). Es wurde Dogma, dass der nun neutestamentarisch erzählte Jesus, als vergöttlichter Messias, der Erlöser von der Erbsünde zwischen Menschen und christlichem Gott sei.

## Überblick
Im Tanach bezeichnet dieser Hoheitstitel den von Gott erwählten und bevollmächtigten Menschen mit besonderen Aufgaben für sein Volk Israel. Nach dem Untergang des Reiches Juda (586 v. Chr.) kündigten einige biblische Propheten zudem einen Retter und Friedensbringer der Endzeit an, andere verkündeten, dass ein Nachkomme König Davids eines Tages genau wie dieser als gesalbter, rechtmäßiger König über Israel und Juda herrschen und die Juden von der Fremdherrschaft erlösen werde. Beide Vorstellungen begannen sich mit der Zeit zu vermischen.
Die Septuaginta übersetzt Maschiach stets mit Christos. Nachdem Judäa unter römische Herrschaft gelangt war, traten dort mehrfach Personen auf, die den Anspruch erhoben, der Messias zu sein, und lösten damit Unruhen aus, von denen Flavius Josephus berichtet. Auch Jesus von Nazaret wurde in den Evangelien mit dem griechischen Titel Christos bezeichnet, der später zu „der Christus“ latinisiert wurde. Mit dem schließlich zum Eigennamen gewordenen Glaubensbekenntnis „Jesus Christus“ drückten die Anhänger Jesu aus, dass Gott in diesem Menschen die prophetischen Verheißungen zu erfüllen begonnen habe. Aus diesem Grund legten seine Anhänger großen Wert darauf, dass Jesus in direkter männlicher Linie von König David abstamme. Dass die Bezeichnung „Messias“ zur Zeit Jesu (auch) als Anspruch auf irdische Macht gedeutet werden konnte, könnte man daraus schließen, dass die Römer ihn als Rex Iudaeorum hinrichteten, weil sie ihn für einen politischen Aufrührer hielten. Ob allerdings ein messianischer Anspruch Jesu und/oder ein entsprechender Vorwurf seiner Gegner zu seinen Lebzeiten tatsächlich erhoben wurde, ist in der neutestamentlichen Wissenschaft weiterhin umstritten. Spätestens seit Paulus verstanden die Christen unter dem Messias bzw. Christos nicht mehr den prophezeiten Befreier und König der Juden, sondern den Erlöser der ganzen Menschheit.
Die Deutungen des biblischen Begriffs haben sich durch die gegenseitige Abgrenzung von Juden- und Christentum in der Folgezeit immer weiter auseinanderentwickelt. Die an eine menschliche Einzelperson geknüpfte Hoffnung auf endgültigen Weltfrieden wirkte vielfach auch auf politische Ideologien ein (siehe dazu Messianismus).

## Tanach
Im Tanach findet man historische Personen, die politische Macht über die Juden ausübten und Maschiach (Messias) genannt werden, an die man aber keine endzeitlichen Heilserwartungen knüpfte. Dagegen werden endzeitliche Heilserwartungen an eine Retter- und Mittlergestalt im Tanach nicht Maschiach (Messias) genannt. Der erste Maschiach war demnach Saul, der erste König über Juda und Israel.

### Bevollmächtigung
Der Ausdruck „Gesalbter“ stammt von einem altorientalischen Ritual der Salbung hoher Beamter. In der Bibel salbt jedoch kein König einen Nachfolger, Minister oder Vasallen. Vielmehr beruft Gott durch seine Propheten damit einen zuvor Unbekannten oder Oppositionellen (1 Sam 16,13 ; 2 Sam 2,4 ; 2 Kön 9,3  u. a.) noch vor dessen Akklamation durch das Volk zum künftigen Herrscher. Demgemäß bezeichnet die Begriffskombination Gesalbter JHWHs die von Gott „erwählten“, rechtmäßigen Könige Israels (Ps 2,2 ; Ps 18,51 ; Ps 20,7 ; Ps 132,10.17 ).
So salbt der Prophet Samuel im Auftrag Gottes Saul zum Retter vor der Bedrohung durch die Philister (1 Sam 10,1f ). Nach ersten militärischen Erfolgen bestätigt eine Loswahl Saul (1 Sam 10,21 ), nach weiteren macht eine Stämmeversammlung ihn zum König (1 Sam 11,15 ). In seiner Abschiedsrede übergibt Samuel ihm sein theopolitisches Führungsamt (1 Sam 12,3.5 ). Daher bezeichnete Maschiach wohl ursprünglich einen prophetisch berufenen politisch-militärischen Anführer, der die frühere vorstaatliche Rolle der spontan und situationsbedingt auftretenden, charismatischen „Richter“, Gottes Volk vor äußeren Feinden zu retten, übernehmen und verstetigen sollte. Die Richter überkam Gottes Geist noch unmittelbar; nun galt Geistbegabung als Folge der Salbung durch einen Propheten (1 Sam 10,1.6 ; 1 Sam 16,13 ; 2 Sam 23,1f ), war also Ausdruck einer mittelbaren Theokratie.
Im Südreich Juda, das laut Darstellung des Tanach anders als das Nordreich Israel eine stabile Königsdynastie ausbildete, erscheint die Salbung dann häufig vor oder bei einer Thronbesteigung (2 Sam 19,11 ; 1 Kön 1,39 ; 2 Kön 11,12 ). Sie stellte den zukünftigen König unter Gottes Schutz und machte ihn damit unantastbar (1 Sam 24,7.11 ; 2 Sam 1,14ff ; Ps 89,21ff ), verpflichtete ihn so aber auch, Gottes Willen für Israel zu befolgen (1 Sam 9,16 ). Der gesalbte Führer galt damit als irdischer Diener und Vertreter Gottes, der für das Gottesvolk sorgen, es gerecht regieren, vor Fremdherrschaft bewahren und aus Unterdrückung befreien sollte. Wenn er versagte, konnte Gott ihn „verwerfen“, indem ein Prophet ihm Gottes Gericht, beispielsweise Niederlagen gegen Fremdherrscher oder Ablösung, ankündigte.
Maschiach bezeichnet also einen zur Leitung Israels nach Gottes Willen „Bevollmächtigten“: Der König steht biblisch immer unter Gott. Damit wurde Maschiach letztlich zur Bezeichnung des aus biblischer Sicht rechtmäßigen, legitimen Herrschers über die Juden. Deshalb konnte nach dem Untergang des Königtums vereinzelt auch ein fremder Herrscher, der Perserkönig Kyros, als Maschiach, als Vollstrecker des Willens Gottes für Israel, bezeichnet werden (Jes 45,1 ).
Im oder nach dem Babylonischen Exil wurde der verwaiste Titel auf den Hohepriester übertragen. Diese wurden zuvor zwar auch durch Salbung für ihren Tempeldienst geweiht, aber nicht als „Gesalbter“ bezeichnet (Ex 29 ; Lev 4,3ff.16 ). Sie erhielten nun aber anstelle des Königs politische Vollmachten, weshalb in den jüngsten, frühestens ab 200 v. Chr. entstandenen und spät in den Tanach aufgenommene Bücher (1 Chr 29,22 . Vgl. später auch Sir 45,15 ; 2 Makk 1,10 ) des Alten Testaments der Titel Maschiach folgerichtig ebenfalls auf sie Verwendung findet. Es gab aber auch Kritik: Die angebliche Entweihung des Tempels durch Antiochos IV. Epiphanes (um 170 v. Chr.) beendete zumindest nach Ansicht des Verfassers des Buches Daniel diese Tradition: erst im künftigen Reich Gottes werde der Tempel neu geweiht werden (Dan 9,25 ).
Nur sehr selten werden in der Bibel auch Propheten gesalbt (1 Kön 19,16 ); Jesaja (Tritojesaja) wird im übertragenen Sinn als von Gottes Geist Gesalbter bezeichnet (Jes 61,1 ). Sogar die Erzväter werden in Ps 105,5  einmal „Propheten und Gesalbte“ genannt.

### Der endzeitliche Heilsbringer
Israels Propheten kündigten angesichts des Endes des Königtums (586 v. Chr.) nicht nur dessen künftige Erneuerung an, sondern daneben zunehmend eine endzeitliche Rettergestalt, deren Kommen alles verändern werde. Dieser Heilsbringer war für sie ein von Gott erwählter Mensch, sollte aber im Gegensatz zu allen früheren Führungspersonen eine radikale Wende zum Schalom (Frieden, Heil, Wohl für alle) bringen. Seine Aufgabe sollte nicht vorübergehend, befristet und widerrufsfähig, sondern endgültig und ewig sein. Diese Heilsbringer waren nicht als politische Herrscher gedacht. Wohl deshalb vermieden es die Propheten, diese Gestalt als Maschiach zu bezeichnen.
Als Weissagungen eines endzeitlichen Heilsbringers gelten:
- Jes 9,1–6 EU (oft sieht man den Beginn dieser Verheißung schon in Jes 8,23 EU)
- Jes 11,1–10 EU
- Mi 5,1–5 EU
- Hos 2,2f EU
- Jer 23,5f EU
- Hes 34,23f EU
- Hes 37,22ff EU
- Hag 2,22f EU
- Sach 3,8ff EU
- Sach 6,12 EU
- Sach 9,9f EU

Zugleich aber wurden ältere Texte, die auf gesalbte Könige bezogen waren, im und nach dem Exil auf den zukünftigen Heilsbringer umgedeutet oder mit endzeitlichen Heilsweissagungen ergänzt, darunter:
- die Zusage der ewigen Thronfolge an die Daviddynastie (2 Sam 7,12ff. EU)
- der Königspsalm Ps 2 EU
- die Heilsverheißung des Amos (Am 9,11f EU)
- die Verheißung eines Davidnachfolgers in der Bileamerzählung (Num 24,17 EU)
- die Zusage eines künftigen Herrschers an den Stamm Juda (Gen 49,10 EU).

Umstritten ist, ob auch
- die Weissagung des Immanuel (Gott mit uns, Jes 7,14ff EU),
- die sogenannten Gottesknechtslieder bei Deuterojesaja (Jes 42,1–4 EU; Jes 49,1–6 EU; Jes 50,4–9 EU; Jes 52,13–53,12 EU) sowie
- die Vision vom Kommen des Menschenähnlichen nach dem Endgericht (Dan 7,13f EU)

auf den Retter und Richter der Endzeit zu beziehen sind. Das Judentum weist Letzteres als „Idiosynkrasie christlicher Lehre“ seit jeher als seiner Ansicht nach falsch zurück.

### Jesaja
Jes 9,1–6gilt als erste echte messianische Weissagung. Der Prophet Jesaja verkündet sie um 730 v. Chr. als Freudenbotschaft an das von den Assyrern unterdrückte Volk Israel. Er prophezeit ein baldiges Ende der Unterdrückung wie am Tage Midians (Ri 7 ), darüber hinaus von dem Ende aller Gewaltherrschaft (v.4)

„Jeder Stiefel, der mit Gedröhn einhergeht, und jeder durch Blut geschleifte Mantel wird verbrannt und vom Feuer verzehrt werden.“

und die Geburt eines Kindes, das Gott zum künftigen Herrscher auf Davids Thron bestimmt habe, voraus. Jesaja legt ihm Thronnamen bei, die in Israel nicht für irdische Könige üblich, sondern Gott selbst vorbehalten waren (v.5): der Wunderbares plant, mächtiger Gott, ewiger Vater, Friedefürst. Seine Herrschaft werde weit reichen und Frieden ohne Ende bringen; sie werde auf Recht und Gerechtigkeit – Befolgung der Tora – gegründet sein und deshalb von nun an bis in Ewigkeit andauern (v.6). Jesaja ist für die Methode bekannt, viele seiner Botschaften durch die Benutzung prophetischer Namen zu präsentieren (Jesaja 7:3; 7:14; 8:3). In den oben genannten Versen erläutert er seine Botschaft, indem er einen prophetischen Namen für König Hiskija († 697 v. Chr.) formuliert.
Jes 11,1–10führt die auf das Gottesrecht gestützte Regentschaft des Gottgesandten aus: Er werde aus dem Stumpf Isais hervorgehen (v.1). Da auf diesem „Spross“ Gottes Geist ruhe, werde er alle Königstugenden wie Weisheit, Einsicht, Entschlusskraft, Erkenntnis und Gottesfurcht vereinen (v.2). Diese würden ihn befähigen, ohne Rücksicht auf Augenschein und Gerücht die Armen gerecht zu richten, die Gewalttäter aber zu schlagen: allein mit dem Stab (Zepter) seines Mundes, also mit dem Richtspruch selbst (v.4). Diese Gerechtigkeit werde die ganze Schöpfung verwandeln und den Fluch von Gen 3 aufheben: Wölfe und Schafe, Kinder und Giftschlangen leben einträchtig zusammen (v.6ff). Die ganze Erde werde Gott erkennen, so dass niemand mehr Unrecht tut (v.9). Der Regent werde als Zeichen dastehen, das die Völker bewege, nach Gott zu fragen (v.10).
Historische Herkunft und Anlass dieser Heilsverheißungen sind ungeklärt. Antike Vorbilder fehlen, da die orientalischen Großreiche gottähnliche Hoheitstitel sonst gerade zur Überhöhung und Absicherung eines bestehenden Königtums, nicht als unerwartete Zukunftshoffnung für ein ohnmächtiges, schutzloses Volk der Unterdrückten verkündeten. Auch eine Erklärung aus der Zusage ewiger Thronfolge an David (2. Sam 7,12ff. ) greift zu kurz: Jesajas „Friedefürst“ ist weder ein neuer Eroberer und Großherrscher wie König David noch ein Gott. Denn er führt keinen Krieg mehr, sondern herrscht erst, nachdem Gott selbst die Kriegsgewalt beseitigt hat, indem er Gottes heilvolle Rechtsordnung ohne eigene Macht durchsetzt und bewahrt. Der Rückgriff auf Davids Vater Isai lässt Kritik an der Daviddynastie erkennen, die hier als abgehauener Baum erscheint, obwohl sie noch bestand.

## Judentum

### Außerbiblische Messiaserwartungen
Zwischen etwa 200 v. und 100 n. Chr. wurden nur noch Personen der vorstaatlichen Heilsgeschichte und das ganze Gottesvolk Israel, aber nicht mehr Könige Gesalbte genannt: auch nicht König David, selbst dort nicht, wo seine Salbung mit „heiligem Öl“ erwähnt ist (Ps 151,4ff ). Dies zeigt ein Misstrauen, den Titel auf Gestalten der politisch erlebten Geschichte anzuwenden. „Als Gesalbter lässt sich zur Zeit Jesu und der Urchristen allein bezeichnen, wer Gott einzigartig und durch nichts beeinträchtigt zugehört.“
In 17 der Schriftrollen vom Toten Meer (entstanden 250 v. – 40 n. Chr.) ist der Maschiach-Titel belegt. Er wurde dort nur einmal auf einen künftigen Davidspross (4Q PB), sonst immer auf einen künftigen Hohepriester bezogen. 1QS IX,9–11 (Gemeinderegel) redet von den Messiassen Aarons und Israels im Plural: Dies knüpfte an die Verheißung Sacharjas von den beiden harmonisch regierenden Ölsöhnen Sach 4,14  an und zeigt eine theologische Opposition gegen die damals regierenden Hasmonäer. Deren Regenten vereinten Priester- und Königsamt, ohne sich aber salben, also von Gott legitimieren zu lassen. Sie, die Herodianer und ihre nach jüdischer Herrschaft strebenden Gegner nannten sich nicht Gesalbter, sondern König. Auch die Hohepriester jener Zeit wurden nicht gesalbt.
Die Psalmen Salomos 17 und 18 (großenteils in der 2. Hälfte des 1. Jh. v. Chr. entstanden) enthalten die umfassendste frühjüdische Schilderung des erwarteten Wirkens eines Gesalbten des Herrn als künftigem Heilskönig und Davidnachkommen, der die sündigen Heiden aus Palästina vertreibt, aber zugleich die Völkerwallfahrt zum Zion auslöst. Er erkennt selbst Gott als seinen König an, wird von ihm unterwiesen und setzt sein Vertrauen ausschließlich auf ihn. In seinem Wirken ist er von Gott abhängig, der ihn mit heiligem Geist stark, weise und gerecht gemacht hat (PsSal 17, 32–40).
Die apokalyptischen Bilderreden des Äthiopischen Henochbuchs (ca. 50 n. Chr.) verbinden zwei im Tanach unausgeglichen nebeneinander verheißene Mittlergestalten: den Heilsbringer auf dem Königsthron Davids (Jes 9) und den Menschenähnlichen aus dem Himmelsbereich (Dan 7 ), ohne ihn „Davidssohn“ zu nennen.
Im Buch 4. Esra (um 100 n. Chr.) ist der Messias ein Heilsbringer auf Zeit. Für die Getreuen, die endzeitliche Katastrophen überlebt haben, schafft er eine 400-jährige Friedenszeit, an deren Ende er, gemeinsam mit allen Menschen, stirbt, bevor eine neue Weltzeit erwacht (4. Esra 7,28–29).
Die aramäischen Bibelhandschriften aus dem 2. Jahrhundert (Targumim) machen – wohl auch unter dem Eindruck christlicher Überlieferung – Messiasbezüge des Tanach explizit. So wird „Spross“ etwa in Sach 3,8  mit „Messias“ übersetzt, und der Gottesknecht Deuterojesajas wird mit dem Messias identifiziert, sogar Jes 53,5  umgeschrieben mit dem Hinweis auf einen Neubau des Tempels „Und er wird das Heiligtum bauen, das durch unsere Schulden entweiht und durch unsere Sünden preisgegeben worden war.“
Im syrischen Baruch (Anfang 2. Jh. n. Chr.) werden dem Messias zwei Bedeutungen zugemessen. Zum einen gelangen die Gerechten nach seiner Rückkehr zu Gott zu neuem Leben in Einmütigkeit (syrBar 30,1ff.), zum andern beginnt mit seiner Thronbesteigung am Ende einer von ihm veranlassten Ära der Demütigung eine Ära harmonischer Sabbat-Ruhe (syrBar 73,1f.).

### Rabbinisches Judentum
In den nachbiblischen jüdischen Schriften, Mischna und Talmud, sowie in den Gebeten und Liturgien erhält die Messiashoffnung einen wichtigen Platz. Das Achtzehnbittengebet bittet mit der 14. Bitte um die Wiederherstellung der Tempelstadt Jerusalem und des Davidthrons. Die 15. Bitte lautet:

„Den Spross deines Knechtes David lasse bald emporsprießen, sein Szepter erhöhe durch deine Befreiung, denn auf deine Befreiung hoffen wir den ganzen Tag.“

Auch im Kaddisch findet man eine ähnliche Bitte. Im Morgengebet der Schabbat-Liturgie heißt es:

„Nichts ist neben dir, unser Erlöser, in den Tagen des Gesalbten, und keiner ist dir ähnlich, unser Befreier, wenn du die Toten belebst.“

Hier wird deutlich, dass die messianische Heilszeit noch in die menschliche Geschichte fällt, während die Auferstehung der Toten allein Gottes Sache bleibt. Gemäß dem 1. Gebot kann der Heilsbringer für Juden nur ein menschliches Wesen, kein Gott, Teil Gottes oder Halbgott sein. Er kann auch nach seinem Erscheinen nicht angebetet werden, da das Gebet nur dem einen, einzigen Gott gebührt.
Nach negativen Erfahrungen mit vielen israelitischen Königen und dem Untergang des Königtums und des ersten Tempels verschob sich die Bedeutung des Begriffs: Der Gesalbte werde ein neuer Lehrer sein, ähnlich wie Moses und Elija. Schon die vermutete Qumrangemeinschaft kannte einen solchen Lehrer der Gerechtigkeit mit endgültiger Weisheit und Durchsetzungskraft. Die Zeloten erwarteten einen politischen Befreier der Juden von der Fremdherrschaft der Griechen und Römer. Eventuell drückte die Bezeichnung des Simon Bar Kochba als „Sohn des Lichts“ eine solche Messiaserwartung aus. Nach dem Untergang des Zweiten Tempels 70 n. Chr. trat diese politische Messiaserwartung zurück.

### Systematisierung der Messiaserwartung
Im Judentum wird vom Maschiach allgemein erwartet, dass er Mensch und nicht göttlich sein wird und bestimmte Kriterien und Aufgaben erfüllen wird, die die Welt für immer grundlegend verändern. Wenn ein als Maschiach auftretender oder verehrter oder vermuteter Mensch nur eine dieser Bedingungen nicht erfüllt und stirbt, kann dieser nicht als der Maschiach anerkannt werden. Er muss nach verschiedenen biblischen Aussagen
- Jude sein (Dtn 17,15 EU; Num 24,17 EU)
- dem Stamm Juda angehören (Gen 49,10 EU)
- ein direkter männlicher Nachkomme (Sohn nach Sohn) von König David (1 Chr 17,11 EU; Ps 89,29–38 EU; Jer 33,17 EU; 2 Sam 7,12–16 EU) und König Salomon sein (1 Chr 22,10 EU; 2 Chr 7,18 EU)
- das jüdische Volk aus dem Exil in Israel versammeln (Jes 11,12 EU; Jes 27,12f EU)
- den jüdischen Tempel in Jerusalem wieder aufbauen (Mi 4,1 EU)
- den Weltfrieden bringen (Jes 2,4 EU; Jes 11,6 EU; Mi 4,3 EU)
- die ganze Menschheit dazu bringen, den ein-einzigen Gott anzuerkennen und ihm zu dienen (Jes 11,9 EU; Jes 40,5 EU; Zef 3,9 EU).

Das Buch Ezechiel bietet eine zusammenfassende Schau dieser Kriterien (Hes 37,24–28 )

„Mein Knecht David wird König über sie sein und sie werden alle einen einzigen Hirten haben. Sie werden meinen Rechtsentscheiden folgen und auf meine Satzungen achten und nach ihnen handeln. Sie werden in dem Land wohnen, das ich meinem Knecht Jakob gegeben habe und in dem eure Väter gewohnt haben. [...] Ich schließe mit ihnen einen Friedensbund; es soll ein ewiger Bund mit ihnen sein. Ich werde sie aufrichten und zahlreich machen. Ich werde mitten unter ihnen auf ewig mein Heiligtum errichten und über ihnen wird meine Wohnung sein. Ich werde ihnen Gott sein und sie, sie werden mir Volk sein. Und die Nationen werden erkennen, dass ich der HERR es bin, der Israel heiligt, wenn mein Heiligtum auf ewig in ihrer Mitte ist.“

Nach jüdischer Auffassung steht, im Unterschied zum Christentum, das Kommen des Messias noch bevor. Eine abweichende Auffassung vertreten nur die Messianischen Juden.

## Christentum

### Texte
Im Neuen Testament (NT) kommt der griechische Titel Christos 531-mal, der gräzisierte aramäisch-hebräische Begriff Messias zweimal (Joh 1,41; 4,25) vor. Er erscheint in allen NT-Schriften, fehlt aber in der hypothetischen Logienquelle und im apokryphen Thomasevangelium. Beide berichten auch nicht von Jesu Tod und Auferstehung.
Besonders oft erscheint der Titel in den Passionsberichten der Evangelien und in den Paulusbriefen. Diese verbinden ihn vor allem mit Jesu Heilstod und beziehen ihn zugleich auf die biblische Heilserwartung, obwohl diese keinen leidenden Messias kannte (1 Kor 15,3 )

„Christus ist für uns gestorben nach der Schrift.“

Geburt und Kindheit Jesu
- Nach dem Matthäusevangelium wurde Jesus als Sohn Davids in Betlehem geboren, von wo nach Mi 5,1 der künftige Retter Israels kommen sollte. Nach der Flucht nach Ägypten kehrte Josef nach dem Tode des Herodes mit Maria und dem Kind wieder in das Land Israel zurück und ließ sich in Nazareth nieder (Mt 2,1–23 EU):

„Denn es sollte sich erfüllen, was durch die Propheten gesagt worden ist: Er wird Nazoräer genannt werden.“

Diese Verheißung gibt es jedoch im Tanach nicht. Nazaret existierte zur Zeit der Propheten eventuell noch gar nicht. Christliche Exegeten finden hier manchmal eine Anspielung auf den „Spross (hebr. nezer) Isais“ – Davids Vater – aus Jes 11,1  (z. B. Einheitsübersetzung).
- Im Brief des Paulus an die Römer (Röm 11,26 EU) wird Jes 59,20 EU nach der Septuaginta zitiert:

„Es wird kommen aus Zion der Erlöser, der da abwende das gottlose Wesen von Jakob.“

Für Paulus befreite Jesus durch seinen stellvertretenden Sühnetod am Kreuz die Menschen vom drohenden Fluch der Tora, der jeden bedrohe, der sie nicht ganz erfülle (Gal 3,13 ). Es genüge daher, an Jesus zu glauben und sich zu ihm zu bekennen, um gerettet zu werden. Dem widerspricht der hebräische Wortlaut des Zitats im Tanach:

„Aber für Zion wird kommen ein Erlöser, für die in Jakob, die von der Abtrünnigkeit umkehrten, spricht der Herr.“

Der Maschiach wird nach jüdischem Glauben daher den gläubigen, observanten Juden nicht die Sünden abnehmen, sondern wenn diese sich von ihren Sünden abwenden, dann wird er kommen.
- Im Johannesevangelium wird die Vorstellung des Messias als König Israels (Joh 1,49 EU) als unzureichend angesehen. Dahinter steht das Geheimnis, dass Jesus in Wirklichkeit der präexistente Sohn Gottes sei. Irdisch-königliche Erwartungen der Garantie von Grundbedürfnissen werden abgewiesen (Joh 6,15 EU), und Jesus bezeichnet sich Pilatus gegenüber als König der Wahrheit, dessen Reich nicht von dieser Welt und daher gewaltlos ist (Joh 18,36f. ELB). Die Messiasvorstellung wird spiritualisiert und – ähnlich wie bei Paulus und den anderen Evangelien – mit der Vorstellung der Erlösung durch den Tod am Kreuz verbunden: Der Glaube an Jesus als den Christus verleiht ewiges Leben (Joh 20,31 EU).[17]

### Historischer Jesus
Ob Jesus sich selbst Messias genannt hat, ist umstritten. Die Evangelien ergeben folgenden Befund
- Eine Messiaserwartung wurde an Jesus herangetragen: von Johannes dem Täufer (Mt 11,3 EU: der Kommende), von seinen Anhängern (Mk 8,29: der Christus), von Armen im Volk (Mk 10,47 EU: Sohn Davids; Mk 11,10: Herrschaft Davids) und von Gegnern (Mk 14,61 EU: der Christus, Sohn des Hochgelobten).
- Besonders die Verkündigung des Reiches Gottes und seiner Gegenwart in Heilungen weckte messianische Hoffnungen (vgl. Mt 11,3–5 EU). Diese müssen nicht aus einem Missverständnis entstanden sein, sondern das „Davidische Königtum der Endzeit“ wurde etwa im apokryphen Psalm Salomons 17 als Befreiung Israels von Feinden, Umwälzung der gesellschaftlichen Verhältnisse, gerechte Herrschaft und „irdische Stellvertretung des Königtums Gottes“ verstanden.[18][19] Ähnliche Vorstellungen zeigt nicht nur das eventuell sekundäre Messiaskonzept Lukas’, das im Magnificat konzentriert ist. Während besonders in der Tradition Rudolf Bultmanns Jesu Wirken als unpolitisch verstanden wurde, gelten seit den 1970er Jahren oft zumindest einzelne der genannten Bezüge auf ein (davidisches) Königtum als authentisch.[19]
- Die Aufrichtung des Reiches Gottes erwartete Jesus jedoch allein von Gott, nicht vom Einsatz kriegerischer Mittel (trotz Lk 22,36 EU). Wird der Einzug in Jerusalem (Mk 11,1–10 EU) als historisch aufgefasst, so war er nach Ed Parish Sanders vielleicht ein bewusster Anspruch Jesu auf das Königtum, ähnlich wie ihn später Simon bar Giora erhob. Anders als dieser hätte Jesus mit dem Eselritt jedoch an den machtlosen Messias der Abrüstung bei Sach 9,9f. EU erinnert.[19] Auch die Fußwaschung stellt einen dienenden König dar, und es gibt entsprechende Belehrungen an die Jünger (Mk 10,42ff. EU).
- Nach Mk 8,29 EU bekannte Simon Petrus, einer der zwölf erstberufenen Jünger Jesu, ihn schon zu Lebzeiten als den Messias. Wegen der darauf folgenden Leidens- und Todesankündigung machte ihm Petrus Vorhaltungen (Mk 8,31f). Die Emmausjünger äußerten nach Jesu Tod Enttäuschung, dass er die erhoffte irdische Befreiung Israels nicht gebracht habe (Lk 24,21 EU).
- Im Mund Jesu erscheint der Titel selten und indirekt (Mk 9,41; Mt 16,20; Lk 4,41). Nach dem Markuskonzept des Messiasgeheimnisses verbot er den Dämonen, ihn als Sohn Gottes zu verkünden (Mk 1,34; 3,11f). Auch seine Jünger sollten seine Messianität bis zur Auferstehung geheim halten (Mk 8,30; 9,9). Nur in seiner Antwort auf die Messiasfrage des Hohepriesters Kajaphas im nächtlichen Verhör vor seiner Kreuzigung stellte er sich als Messias vor (Mk 14,62 EU):

„Ich bin es, und ihr werdet sehen den Menschensohn sitzend zur rechten Hand der Kraft und kommen mit den Himmelswolken.“

- Einer Frau aus Samaria gegenüber bekannte er sich offen als der Messias (Joh 4,25f EU):

„Die Frau sagte zu ihm: Ich weiß, dass der Messias kommt, der Christus heißt. Wenn er kommt, wird er uns alles verkünden. Da sagte Jesus zu ihr: Ich bin es, der mit dir spricht.“

Jesus strebte nicht das davidisch-nationale Königtum an, sondern im Sinne der Apokalyptik des Buches Daniel die Vorwegnahme und Bekräftigung der Verheißung vom Kommen des Menschenähnlichen nach dem Endgericht, das von aller – nicht nur römischer – Gewaltherrschaft befreie. Für einen Messiasanspruch Jesu spricht seine Hinrichtung am jüdischen Pessachfest durch Römer. Pontius Pilatus ließ laut Mk 15,26  ein Schild mit dem Grund seines Todesurteils über Jesu Kreuz anbringen: der König der Juden (vgl. Joh 19,19 ; INRI).
Den Evangelien zufolge sahen einige der ersten Jünger Jesus nach seinem Tod in neuer Gestalt als Lebenden und wurden so gewiss, dass Gott ihn von den Toten auferweckt und zu seiner Rechten erhöht habe. Unter anderem im Anschluss an den messianischen Psalm 110 wurde dies als Bekräftigung der Einsetzung Jesu zum königlich-priesterlichen Richter der Endzeit verstanden.
Die neutestamentliche Forschung vertrat lange eine radikal skeptische Sicht, nach der Jesus erst nach Ostern aufgrund des Auferstehungsglaubens zum Messias gemacht worden sei. Heute wird ein zumindest impliziter Messiasanspruch Jesu angenommen, der die Reaktionen auf sein Wirken – Petrusbekenntnis, Pilgerjubel beim Einzug in Jerusalem, Todesurteil des Sanhedrin und Hinrichtungsbefehl des Pilatus – erklärt. Die gesamte NT-Überlieferung stammt von Urchristen, die von Jesu Auferstehung und Messianität überzeugt waren. Auch mit der heute meist als historisch angesehenen, symbolischen Tempelreinigung kann Jesus einen impliziten Messiasanspruch erhoben haben, da apokryphe jüdische Texte vom Toten Meer (z. B. PsSal 17,30; 4Q flor 1,1–11) vom Messias eine künftige Reinigung und Neuerrichtung des Tempels erwarteten. Vereinzelt werden hier sogar Ansatzpunkte für die spätere Theologie eines leidenden Messias gesehen: Jesus habe die Ablehnung seines mit Tempelaktion und Tempelwort von der zukünftigen Zerstörung (Mk 13,1f. ) verbundenen Umkehrrufs provoziert und sich so selbst an seine Hinrichtung ausgeliefert. Denn er habe geglaubt, Gottes Heilshandeln könne sich bei ausbleibender Umkehr seiner Adressaten nur durch „seinen Sühnetod als endzeitliche[n] Ersatz für den Sühnopferkult des Tempels“ durchsetzen.

### Jesus Christus
Mit der zum Eigennamen gewordenen Gleichung Jesus (ist der) Christus bekennen Christen sich zu Jesus als dem von Israel erwarteten Messias, der als Sohn Gottes vom Vater in die Welt gesandt wurde. Jesus hat den Titel Messias gelten lassen, aber seinen Sinn genauer geklärt: „Vom Himmel herabgestiegen“ (Joh 3,13 ), gekreuzigt und dann auferstanden, ist er der leidende Gottesknecht, der sein Leben hingibt „als Lösegeld für viele“ (Mt 20,28 ).
Der im NT neben dem Messiastitel auftauchende Begriff Sohn Gottes, der im Tanach für das ganze aus Sklaverei und Wüstenzeit erwählte Volk Israel steht (Hos 11,1 ), wurde in der Patristik zu einer Dreifaltigkeits- und Dreieinigkeitslehre weiterentwickelt. Damit war die Trennung vom Judentum endgültig vollzogen und dogmatisch fixiert. Zugleich hielt die christliche Theologie damit an der Einheit des Alten und Neuen Testaments fest: Der Gott Israels ist und bleibt als der Vater Jesu Christi der Schöpfer und Erlöser der ganzen Welt (lateinisch bezeichnet als Salvator mundi).
Das Christentum sieht die Verheißungen also in einem anderen Sinn erfüllt als sie nach jüdischer Auslegung im Tanach gemeint waren und hat demgemäß Inhalt und Bedeutung des Messiasbegriffs verändert. Nach Papst Benedikt XVI. ist etwa Jesus selbst die „erneuerte Tora“, der Gottes in der Tora offenbarten Willen erfüllt habe und ihr Einhalten durch die Gnade ermögliche. Im Mittelpunkt steht nun die stellvertretende Rettungstat Jesu Christi, die die Menschen mit Gott versöhnt und Rechtfertigung bewirkt habe. Traditionell wurde dies von einer jüdischen Vorstellung abgehoben, nach der Heil durch Erfüllung der Toragebote erreicht werde. Heute wird – nicht nur in einer Neuen Perspektive auf Paulus – weitgehend anerkannt, dass auch im Judentum der Bund Gottes mit seinem Volk am Anfang steht. Dieser verlange dann Gehorsam dem Gesetz gegenüber, aber auch bei Übertretungen sei es durch in der Tora vorgesehene Sühnemittel möglich, im Bund zu verbleiben. Ein Unterschied besteht danach nicht in der ethisch-praktischen Haltung, sondern nur in deren symbolischer Begründung.
Die ersten Christen rechneten in naher Zukunft mit der zweiten Ankunft, der Wiederkehr (griech. Parusie) des Messias Jesus, dem Weltende und dem Weltgericht. Diese Hoffnung drückte sich in der abschließenden Schrift des neutestamentlichen Kanons, der apokalyptischen Offenbarung des Johannes aus (vgl. Mt 24 ). 

### Jüdisch-Christlicher Dialog
Die frühe Kirche sah sich als Erbin der Verheißungen an Israel und das Judentum als verworfene, überholte, zum Aufgehen im Christentum bestimmte Religion. Diese Substitutionstheologie ist in den Großkirchen jedoch seit dem Holocaust allmählich einem neuen Aufeinanderzugehen gewichen, bei dem christliche Theologen den jüdischen Messiasglauben als eigenständige, unabgegoltene, von Christen ebenfalls geteilte Erwartung anerkennen (so bei dem katholischen Theologen Johann Baptist Metz und dem evangelischen Theologen Jürgen Moltmann).
Dabei bleibt selbst für liberale Christen das Bekenntnis zu Jesus als dem Christus Gottes unaufgebbar, das sie nicht als ausschließenden Gegensatz, sondern gerade als zu Solidarität und Dialog verpflichtende Brücke zum Judentum interpretieren. Besonders deutsche jüdische Theologen wie Martin Buber oder Pinchas Lapide haben Jesus als gerechten jüdischen Lehrer der Tora, der viele Menschen aus den Völkern zum Glauben an Israels Gott gebracht habe, anerkannt.
Buber soll gegenüber Christen einmal augenzwinkernd vorgeschlagen haben:

„Wir warten alle auf den Messias. Sie glauben, er ist bereits gekommen, ist wieder gegangen und wird einst wiederkommen. Ich glaube, dass er bisher noch nicht gekommen ist, aber dass er irgendwann kommen wird. Deshalb mache ich Ihnen einen Vorschlag: Lassen Sie uns gemeinsam warten. Wenn er dann kommen wird, fragen wir ihn einfach: Warst du schon einmal hier? Und dann hoffe ich, ganz nahe bei ihm zu stehen, um ihm ins Ohr zu flüstern: ,Antworte nicht‘.“

Für viele Gläubige beider Religionen bleiben die Glaubensgegensätze jedoch wechselseitig unüberbrückbar: Der biblische Maschiach war nie als jemand vorgestellt, der angebetet werden sollte. Nach Dtn 13,2–6  ist, wer Menschen zum Glauben an Menschen als Götter verführe, dem Zorngericht Gottes verfallen. Nach Mk 16,16  u. a. werde, wer nicht an Jesus Christus glaubt, bei seinem Wiederkommen im Endgericht verdammt werden. Besonders manche evangelikale Christen machen die Wiederkunft Christi daher von einer vorherigen Bekehrung aller Menschen zu Jesus Christus, was Juden einschließt, abhängig.

## Islam
Im Koran wird Jesus von Nazaret als Isa bin Maryam (Jesus, Sohn der Maria) und als المسيح / al-Masīḥ, als „der Messias“ bzw. „Christus“ (der Gesalbte) bezeichnet. (Sure 3:44–49 [4], 4:170–174 [5]). Jesus ist gemäß dem Koran jedoch weder der Sohn Gottes noch Teil einer Dreieinigkeit, sondern „lediglich“ ein Prophet und ein Diener Gottes.
Im Islam ist durch die Überlieferung von islamischen Gelehrten (Alim) die Erwartung weit verbreitet, Jesus werde am Jüngsten Tag als Richter gegen die Ungerechten wiederkommen und zusammen mit dem Nachkommen Mohammeds, Mahdi, den Antichristen besiegen. Die verschiedenen Glaubensrichtungen im Islam unterscheiden sich jedoch geringfügig in ihren Auffassungen.

## Kunst
In der Musik und Literatur Europas sind öfter Werke mit dem Titel und Thema des Messias geschaffen worden:
- Messias, ein Oratorium von Georg Friedrich Händel.
- Der Messias, ein Epos von Friedrich Gottlieb Klopstock, das in zwanzig Gesängen und 20.000 Versen Passion und Auferstehung Christi darstellt.
- Der Messias, ein Oratorium von Georg Philipp Telemann nach Texten von Klopstock.

## Einzelbelege
1. ↑  Karl Heinrich Rengstorf: Theologisches Begriffslexikon zum Neuen Testament. Hrsg.: Lothar Coenen. 9. Auflage. R. Brockhausverlag, Wuppertal 1993, ISBN 3-417-24800-0, Χριστός, S. 760: „Christus ist die lat. Form des griech. Χριστός, das seinerseits in LXX und NT das griech. Äquivalent des aram. meschīcha ist. Dieses wiederum entspricht dem hebr. māschiach und bezeichnet jemand, der feierlich zu einem Amt gesalbt worden ist.“
2. ↑  Rabbi Tovia Singer on Isaiah 53: Who is the Suffering Servant?
3. ↑  Tovia Singer: Rabbi singer answers frequently asked questions. 2012 Outreach Judaism, abgerufen am 24. Oktober 2012.
4. ↑  Larry Levey: The Scriptural Messiah. Jews for Judaism, archiviert vom Original am 19. März 2012; abgerufen am 24. Oktober 2012.  Info: Der Archivlink wurde automatisch eingesetzt und noch nicht geprüft. Bitte prüfe Original- und Archivlink gemäß Anleitung und entferne dann diesen Hinweis.
5. ↑  Gerald Sigal: Suffering Servant. Jews for Judaism, archiviert vom Original am 26. Oktober 2012; abgerufen am 24. Oktober 2012.  Info: Der Archivlink wurde automatisch eingesetzt und noch nicht geprüft. Bitte prüfe Original- und Archivlink gemäß Anleitung und entferne dann diesen Hinweis.
6. ↑  Gerald Sigal: Who is the child in Isaiah 9:5–6. Jews for Judaism, archiviert vom Original am 18. September 2011; abgerufen am 24. Oktober 2012.  Info: Der Archivlink wurde automatisch eingesetzt und noch nicht geprüft. Bitte prüfe Original- und Archivlink gemäß Anleitung und entferne dann diesen Hinweis.
7. ↑  Werner H. Schmidt: Alttestamentlicher Glaube, Neukirchener Verlag, 4. Auflage 1982, S. 211.
8. ↑  Martin Karrer: Jesus Christus im Neuen Testament, 1998, S. 137.
9. ↑  M.G. Abegg, The Messiah at Qumran, 1995, S. 125–144.
10. ↑  Gerd Theißen, Annette Merz: Der Historische Jesus S. 464.
11. ↑  Jostein Ådna: Jesu Stellung zum Tempel: Die Tempelaktion und das Tempelwort als Ausdruck seiner messianischen Sendung (Wissenschaftliche Untersuchungen Zum Neuen Testament 2), Mohr/Siebeck, Tübingen 2000, ISBN 3-16-146974-7, S. 65f.
12. ↑  4. Esra
13. ↑  Jostein Ådna: Jesu Stellung zum Tempel: Die Tempelaktion und das Tempelwort als Ausdruck seiner messianischen Sendung (Wissenschaftliche Untersuchungen Zum Neuen Testament 2), Mohr/Siebeck, Tübingen 2000, ISBN 3-16-146974-7, S. 78 f., 81 ff.
14. ↑  Syrischer Baruch
15. ↑  Rabbi Aryeh Kaplan: The Real Messiah. Jews for Judaism, archiviert vom Original am 13. April 2014; abgerufen am 24. Oktober 2012.  Info: Der Archivlink wurde automatisch eingesetzt und noch nicht geprüft. Bitte prüfe Original- und Archivlink gemäß Anleitung und entferne dann diesen Hinweis.
16. ↑  Aryeh Kaplan: The real Messiah? a Jewish response to missionaries. New ed. National Conference of Synagogue Youth, New York 1985, ISBN 1-879016-11-7.
17. ↑  Bekannte NT-Theologie und Wolfgang Stegemann: Jesus und seine Zeit, 2010, ISBN 978-3-17-012339-7, S. 62–66.
18. ↑  J. Weiß: Die Predigt Jesu vom Reiche Gottes, Göttingen 31964, S. 9; zitiert nach Wolfgang Stegemann: Jesus und seine Zeit. 2010, S. 344f. „Missverständnis“ bezieht sich auf Theißen / Merz 32001, S. 402.
19. 1 2 3  W. Stegemann, 2010, S. 338–345.
20. ↑  Peter Stuhlmacher: Charakteristische Formen der Verkündigung Jesu, in: Biblische Theologie des Neuen Testaments Band 1: Grundlegung: Von Jesus zu Paulus, Vandenhoeck & Ruprecht, Göttingen 1992, ISBN 3-525-53595-3, S. 84.
21. ↑  Jostein Ådna: Jesu Stellung zum Tempel, S. 425–430 und 440.
22. ↑  KKKK, Nr. 82, KKK 436–440
23. ↑  Wolfgang Stegemann: Jesus und seine Zeit, 2010, S. 220f., 263-266, 275f.
24. ↑  zitiert nach Reinhold Boschki, Dagmar Mensink (Hrsg.): Kultur allein ist nicht genug. Das Werk von Elie Wiesel – Herausforderung für Religion und Gesellschaft, Münster 1998, S. 39; Quellenangabe bei Hanspeter Heinz: Ertrag eines Forschungsaufenthalts in den USA. Zur jüdischen Erklärung „Dabru Emet“. Eine jüdische Stellungnahme zu Christen und Christentum (Memento vom 9. Juli 2011 im Internet Archive)